# Sacerdócio (Santos dos Últimos Dias)
O Sacerdócio em A Igreja de Jesus Cristo dos Santos dos Últimos Dias é a autoridade que governa e administra todos os assuntos dessa Igreja.
Para os Santos dos Últimos Dias, essa é (...) a autoridade para agir em nome de Deus. A mesma autoridade do sacerdócio que existia na Igreja original estabelecida por Jesus Cristo (...)"
Em A Igreja de Jesus Cristo dos Santos dos Últimos Dias, qualquer membro do sexo masculino com mais de doze anos pode candidatar-se a ser ordenado ao sacerdócio.

## História
Segundo a crença dos santos dos últimos dias, o sacerdócio foi gradativamente tirado da face da Terra após a morte dos apóstolos de Jesus Cristo e outros oficiais da Igreja Primitiva. Novos apóstolos e oficiais eram chamados, mas em pouco tempo a perseguição contra os cristãos acabou por suprimir essa sucessão. Sem sucessores autorizados por Deus, a Igreja de Jesus Cristo teria desaparecido. Essa época é chamada "A Grande Apostasia", e teria durado até a restauração do sacerdócio a Joseph Smith Jr.
Essa restauração não teria ocorrido por ocasião da chamada "Primeira Visão" de Smith, mas teria ocorrido alguns anos depois, em duas etapas e por meio de seres celestiais.
O sacerdócio em A Igreja de Jesus Cristo dos Santos dos Últimos Dias é dividido em duas ordens, cada qual subdividida em ofícios:
1. Sacerdócio Aarônico (ordenanças exteriores)
2. Sacerdócio de Melquisedeque (ordenanças de cunho mais espiritual)

A autoridade, dentro de cada uma dessas ordens, é a mesma, porém, as autorizações variam conforme os ofícios.
Sacerdócio Aarônico:
Diácono
Mestre
Sacerdote
Bispo
Sacerdócio de Melquisedeque:
Elder
Sumo Sacerdote
Patriarca
Setenta
Apóstolo

## Sacerdócio Aarônico
Sacerdócio Aarônico, ou Sacerdócio (segundo a ordem) de Aarão, Sacerdócio Levítico, Sacerdócio Menor ou Sacerdócio Preparatório é a primeira e mais básica ordem do sacerdócio em A Igreja de Jesus Cristo dos Santos dos Últimos Dias.
Esse sacerdócio seria a autoridade concedida aos da tribo de Levi para administrar as cerimônias exteriores. Seria um sacerdócio de preparação para aquele que, segundo afirmam, Jesus Cristo possuía.
Segundo Joseph Smith Jr., esse sacerdócio foi conferido a ele e a Oliver Cowdery no dia 15 de maio de 1829 por João Batista, o batizador de Jesus Cristo, ressuscitado, que os visitou sob as ordens de Pedro, Tiago e João.
A seção 13 de Doutrina e Convênios contêm o que seriam as palavras de João Batista a Joseph e Oliver, proferidas no momento da ordenação:
"A vós, meus conservos, em nome do Messias, eu confiro o Sacerdócio de Aarão, que possui as chaves do ministério de anjos e do evangelho do arrependimento e do batismo por imersão para remissão de pecados; e ele nunca mais será tirado da Terra, até que os filhos de Levi tornem a fazer, em retidão, uma oferta ao Senhor." (Doutrina e Convênios | Seção 13:1)
Logo, pela crença dos santos dos últimos dias, o portador desse sacerdócio possuiria o direito de receber ministrações de anjos e o dever de pregar o evangelho para o arrependimento e batizar por imersão os que desejarem remissão de seus pecados.
O Sacerdócio Aarônico possui os seguintes ofícios:
- Diácono: membros homens da Igreja com pelo menos 12 anos podem ser ordenados ao ofício de diácono. Sua principal função é passar o pão e a água[4] à congregação durante o sacramento da "Ceia do Senhor" e zelar pelos edifícios da Igreja.
- Mestre: membros homens da Igreja com pelo menos 14 anos podem ser ordenados ao ofício de mestre. Acumulam as funções de um diácono e ainda preparam a mesa para a "Ceia", auxiliam no ensino familiar.
- Sacerdote: membros homens da Igreja com pelo menos 16 anos podem ser ordenados ao ofício de sacerdote. Acumulam as funções de um mestre e ainda abençoam o pão e a água para a "Ceia", ordenam outros ao Sacerdócio Aarônico e/ou a um de seus ofícios.
- Bispo: membros homens com mais de 18 anos e casados podem ser ordenados bispos. Eles, como regra geral, possuem também o Sacerdócio de Melquisedeque, onde atuam como sumos sacerdotes (nesse caso se diz que ele tem também o chamado de bispo). O bispo preside uma congregação com dois conselheiros e é considerado um juiz na Igreja. Ele também preside o Quórum de Sacerdotes, com dois sacerdotes como assistentes. Após desobrigado (do chamado) como líder de uma congregação, o indivíduo não perde o ofício de bispo, mas já não responde pelo corpo de membros nem atua como juiz entre eles.

## Sacerdócio de Melquisedeque
Sacerdócio de Melquisedeque, Sacerdócio (segundo a ordem) de Melquisedeque, ou Sacerdócio Maior é a forma simplificada de chamar o Sacerdócio Segundo a Santa Ordem do Filho de Deus, é a segunda e principal ordem do sacerdócio em A Igreja de Jesus Cristo dos Santos dos Últimos Dias. O motivo principal para a simplificação do nome do sacerdócio é a maior facilidade de se referir a ele e o respeito que os santos dos últimos dias têm em utilizar o "nome de Deus" ou de evocá-lo, fazendo-o apenas em ocasiões consideradas mais sagradas. Melquisedeque, que recebeu os dízimos de Abraão, segundo o relato bíblico, teria sido um dos principais sacerdotes desta ordem; por isso, leva seu nome. Jesus Cristo também seria da "ordem de Melquisedeque".
Esse sacerdócio seria a autoridade concedida aos profetas até Moisés e posteriormente a Jesus e aos apóstolos escolhidos por ele.
Segundo Joseph Smith Jr., esse sacerdócio foi conferido a ele e a Oliver Cowdery ainda em maio de 1829 por Pedro, Tiago e João, ressuscitados.
Também segundo Smith, essa seria a autoridade necessária para restaurar a Igreja, já que permitiria sacramentos que não cabiam ao Sacerdócio Aarônico, como a confirmação de um membro da Igreja e a ordenação de apóstolos para dirigi-la como na Igreja Primitiva.
O Sacerdócio de Melquisedeque possui os seguintes ofícios:
- Élder: membros homens da Igreja com pelo menos 18 anos, que portem o Sacerdócio Aarônico no ofício de sacerdote podem ser ordenados ao ofício de Élder. É a autoridade suficiente para liderar as congregações locais da Igreja, confirmar membros batizados e ungir e abençoar os doentes.
- Sumo sacerdote: presidem e dirigem quóruns, oferecem orientação espiritual e supervisionam o trabalho missionário e do templo.
- Patriarca: conferem bênçãos patriarcais, proporcionando orientação espiritual personalizada aos membros da igreja. São ordenados pelas Autoridades Gerais.
- Setenta: ajudam na administração da igreja, supervisionam o trabalho missionário e ensinam e fortalecem a fé dos membros.
- Apóstolo: supervisionam a administração geral da igreja e fornecem orientação espiritual global.

## Organização e Hierarquia
O sacerdócio em A Igreja de Jesus Cristo dos Santos dos Últimos Dias segue um padrão hierárquico cumulativo, de modo que as obrigações de um diácono são acumuladas no ofício de mestre; as desse ofício são acumuladas no ofício de sacerdote, etc. Do mesmo modo, um Élder acumula os direitos e deveres de um sacerdote; o sumo sacerdote as do Élder, etc.
Essa é a ordem hierárquica do sacerdócio em A Igreja de Jesus Cristo dos Santos dos Últimos Dias:
| Sacerdócio de Melquisedeque | Sacerdócio de Melquisedeque |
| --------------------------- | --------------------------- |
| Apóstolo                    | Patriarca                   |
| Setenta                     | Patriarca                   |
| Sumo sacerdote              | Patriarca                   |
| Élder                       |                             |
| Sacerdócio Aarônico         |                             |
| Bispo                       |                             |
| Sacerdote                   |                             |
| Mestre                      |                             |
| Diácono                     |                             |

Eis a forma como se organiza a liderança do sacerdócio de A Igreja de Jesus Cristo dos Santos dos Últimos Dias, como descrita pela própria Igreja. As palavras em itálico referem-se a ofícios do sacerdócio, as demais podem referir-se a simples posição de liderança:
| Jesus Cristo                                                                                             | Jesus Cristo                                                                                            | Jesus Cristo                                                                                            | Jesus Cristo                                                                                       | Jesus Cristo                                                                                       | Jesus Cristo                                                                                       | Jesus Cristo               | Jesus Cristo               |
| Autoridades Gerais                                                                                       | Autoridades Gerais                                                                                      | Autoridades Gerais                                                                                      | Autoridades Gerais                                                                                 | Autoridades Gerais                                                                                 | Autoridades Gerais                                                                                 | Autoridades Gerais         | Autoridades Gerais         |
| --- | --- | --- | -------------------------------------------------------------------------------------------------- | -------------------------------------------------------------------------------------------------- | -------------------------------------------------------------------------------------------------- | -------------------------- | -------------------------- |
| A Primeira Presidência: O Presidente e Profeta da Igreja, o Primeiro Conselheiro e o Segundo Conselheiro | | | | | |                            |                            |
| O Quórum dos Doze Apóstolos: O Presidente do Quórum dos Doze Apóstolos e onze outros Apóstolos           | | | | | |                            |                            |
| Os Quóruns dos Setenta: Os sete Presidentes dos Setenta e algumas dezenas de Setenta                     | | | | | |                            |                            |
| Primeiro Quórum dos Setenta                                                                              | Primeiro Quórum dos Setenta                                                                             | Primeiro Quórum dos Setenta                                                                             | Primeiro Quórum dos Setenta                                                                        | Segundo Quórum dos Setenta                                                                         | Segundo Quórum dos Setenta                                                                         | Segundo Quórum dos Setenta | Segundo Quórum dos Setenta |
| Presidências de Área: Presidente, Primeiro Conselheiro e Segundo Conselheiro                             | | | | | |                            |                            |
| Autoridades Locais                                                                                       | | | | | |                            |                            |
| Terceiro, Quarto, Quinto, Sexto, Sétimo e Oitavo Quóruns dos Setenta (Setenta-Autoridades de Área)       | Terceiro, Quarto, Quinto, Sexto, Sétimo e Oitavo Quóruns dos Setenta (Setenta-Autoridades de Área)      | Terceiro, Quarto, Quinto, Sexto, Sétimo e Oitavo Quóruns dos Setenta (Setenta-Autoridades de Área)      | Terceiro, Quarto, Quinto, Sexto, Sétimo e Oitavo Quóruns dos Setenta (Setenta-Autoridades de Área) | Terceiro, Quarto, Quinto, Sexto, Sétimo e Oitavo Quóruns dos Setenta (Setenta-Autoridades de Área) | Terceiro, Quarto, Quinto, Sexto, Sétimo e Oitavo Quóruns dos Setenta (Setenta-Autoridades de Área) | Presidências dos Templos   | Presidências dos Templos   |
| Presidências de Estaca e Sumos Conselhos                                                                 | Presidências de Estaca e Sumos Conselhos                                                                | Presidências de Estaca e Sumos Conselhos                                                                | Presidências de Estaca e Sumos Conselhos                                                           | Presidências de Estaca e Sumos Conselhos                                                           | Presidências de Missão                                                                             | Presidências dos Templos   | Presidências dos Templos   |
| Bispados das Alas (Bispo e dois conselheiros) ou Presidências de Ramos (Presidente e dois conselheiros)  | Bispados das Alas (Bispo e dois conselheiros) ou Presidências de Ramos (Presidente e dois conselheiros) | Bispados das Alas (Bispo e dois conselheiros) ou Presidências de Ramos (Presidente e dois conselheiros) | Quóruns de Élderes                                                                                 | Grupos de Sumo sacerdotes                                                                          | Presidências de Missão                                                                             | Presidências dos Templos   | Presidências dos Templos   |
| Quóruns de Diáconos                                                                                      | Quóruns de Mestres                                                                                      | Quóruns de Sacerdotes                                                                                   | Quóruns de Élderes                                                                                 | Grupos de Sumo sacerdotes                                                                          | Presidências de Missão                                                                             | Presidências dos Templos   | Presidências dos Templos   |

Além deste quadro, existe ainda a chamada Liderança Auxiliar. Para atuar nessa liderança o sacerdócio não é requerido.